# Iglesia de Nuestra Señora del Rosario (Bello)
La Iglesia de Nuestra Señora del Rosario es un templo colombiano de culto católico, dedicado a la Virgen María bajo la advocación del Rosario. Está situada al costado norte del Parque Santander del municipio de Bello (Antioquia), y pertenece a la jurisdicción de la Arquidiócesis de Medellín. Fue inaugurada en 1947 y hoy se eleva como símbolo de la religiosidad de los bellanitas. 
Si bien esta iglesia no suplantó al antiguo templo (conocido como Capilla de Hatoviejo, de estilo colonial), sí lo reemplazó en cuanto a la mayor cobertura de los servicios religiosos. Ambos templos están consagrados a la Virgen del Rosario y son el centro apostólico del municipio. La capilla colonial ha sido declarada reliquia histórica nacional.

## Monografía
A finales del siglo XIX, la feligresía de Bello se dirigió al Obispo de Medellín, Bernardo Herrera Restrepo, informándole de las serias amenazas de ruina que presentaba la vieja capilla de Hato Viejo, recomendando que debía ser sustituida por otra más amplia y funcional; el prelado se acogió al pedido y autorizó la edificación del templo con los planos diseñados por los prestantes ingenieros Jesús Mejía y Horacio Rodríguez. El lugar escogido fue un terreno ubicado en el marco del parque principal de Bello, diagonal a la capilla de Hato Viejo, donde hoy se levanta el actual templo de Nuestra Señora del Rosario. Los ingenieros iniciaron la construcción de los cimientos ciclópeos; para ello utilizaron materiales extraídos de las laderas ferruginosas del Cerro Quitasol y de los vallados y norajes de Niquía, pero al poco tiempo se vieron obligados, por motivos diversos, a suspender la obra. Lo que sí le retribuyeron luego a los bellanitas de esa época, fue la refacción de la capillita colonial, incrementándole unos metros más su techo y modificando algunos aspectos de su fachada.
La reanudación, décadas después, se hizo posible gracias al auge económico de la industria textil (principalmente de Fabricato) y al apoyo de los feligreses y de la administración municipal. En 1936, el párroco el presbítero Félix Mejía P., comenzó el proceso de construcción del nuevo templo, para ello, contrató al ingeniero y arquitecto italiano Albano Germanetti, quien reconsideró la incipiente construcción y presentó nuevos diseños y planteamientos que fueron aceptadas sin objeción por la curia arquidiocesana. Estando avanzadas las obras, el padre Félix Mejía P. fue trasladado para desempeñar un alto cargo en la cancillería de la Curia, y en su reemplazo fue nombrado el presbítero Rogelio Arango Calle, quien con el incondicional apoyo de los feligreses de aquella época, concluyó airosamente el nuevo templo de Nuestra Señora del Rosario, el cual fue consagrado por el obispo Joaquín García Benítez, el día 10 de octubre de 1947, en plenas fiestas patronales.

## Características

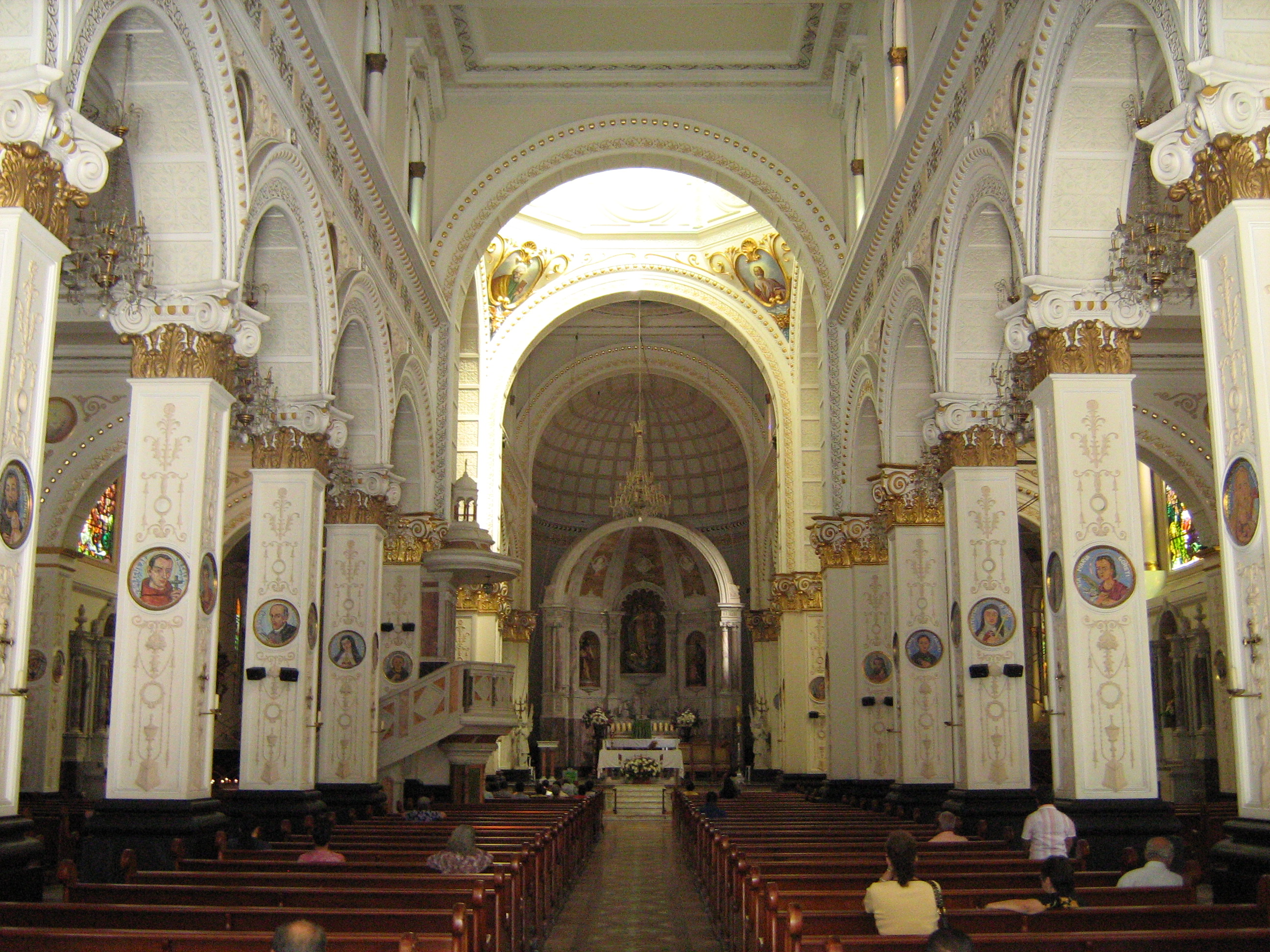
Nave central.

Con características de basílica, el templo está dispuesto en tres naves y una serie de arcadas. En la intersección de la nave central y la de crucero se origina la cúpula octagonal que se proyecta sobre la antesala del Altar Mayor. Este termina en un muro semicircular, cubierto por una bóveda de igual forma pero de menor altura.
Las naves laterales están techadas a dos aguas y, a mayor altura, se encuentran las dos vertientes de la nave central y la de crucero. Ambas naves laterales culminan en sendos altares que dan lugar a los salones de la sacristía.
Los materiales utilizados en la construcción son diversos. En la fachada se destacan diferentes planos cubiertos alternadamente con revoques lisos y revoques imitación ladrillo. Las dos torres laterales sobresalen sobre el área de la nave central, en la que se encuentra la gran puerta esculpida en bronce. En el costado oriental, la fachada está en ladrillo a la vista. En el interior, sobresalen los pisos de mármol de geometría variada, los vitrales rematados en arco de medio punto y los acabados de las paredes con numerosos dibujos y rosetones en yeso.
Aunque no existen planos de la iglesia, en la casa cural reposa uno que contiene la fachada principal, hecho en tinta y acuarela por Albano Germanetti.
El templo es un verdadero museo de arte religioso. Además de sus decorados en fachada, columnas, muros y arcos, contiene una variada gama de obras artísticas y artesanales como murales, mosaicos, vitrales, tallas, esculturas, relieves y objetos litúrgicos.